# Markaz Sumusţā al Waqf
Markaz Sumusţā al Waqf (arabiska: مركز سمسطا الوقف) är en region i Egypten.   Den ligger i guvernementet Beni Suef, i den centrala delen av landet, 130 km söder om huvudstaden Kairo.